# Bębny (Mściszewice)
Bębny – część wsi Mściszewice w Polsce, położona w województwie pomorskim, w powiecie kartuskim, w gminie Sulęczyno. Wchodzą w skład sołectwa Mściszewice.
W latach 1975–1998 Bębny administracyjnie należały do województwa gdańskiego.